# Saint-Fergeux (Aisne)
Der Saint-Fergeux (französisch: Ruisseau de Saint-Fergeux) ist ein kleiner Fluss im Nordosten von Frankreich, der im Département Ardennes der Region Grand Est östlich der Stadt Laon verläuft.

## Geografie

### Verlauf
Die Saint-Fergeux entspringt unter dem Namen Ruisseau de l’Aisement im nordwestlichen Gemeindegebiet von Chaumont-Porcien, entwässert mit einem kleinen Knick nach Westen generell Richtung Süd durch die Landschaft des Porcien und mündet nach rund 17 Kilometern im Gemeindegebiet von Condé-lès-Herpy als rechter Nebenfluss in die Aisne.

### Orte am Fluss
(Reihenfolge in Fließrichtung)
- Logny-lès-Chaumont, Gemeinde Chaumont-Porcien
- Seraincourt
- Saint-Fergeux
- Condé-lès-Herpy